# メトロン星人
メトロン星人（メトロンせいじん）は、特撮テレビドラマ『ウルトラセブン』をはじめとする「ウルトラシリーズ」に登場する架空の宇宙人。別名は幻覚宇宙人。
名前の由来は地下鉄のメトロ (metro) から。地下に潜伏するような侵略作戦ゆえの命名である。
巨大な頭部は胴体と一体化しており、顔から腹にかけてが赤く、手足の先は青。背中は黄色で、背筋に沿って白い円形の器官が並んでいる。そのデザインの明確なモチーフは明らかになっていないが、書籍などでは目がフジツボ、背中がタコの吸盤など海棲生物と推測されている。

## 『ウルトラセブン』に登場するメトロン星人
『ウルトラセブン』第8話「狙われた街」に登場。
宇宙の彼方にある紅い星メトロン星から地球に侵入した宇宙人。狡猾な戦略で知られ、地球侵入以前にもいくつかの星を侵略している。地球上では北川町のとある安アパートに偽装した基地を拠点として黒スーツ姿の人間男性に変身し、北川町駅前の自動販売機に後述のたばこを補充するなど、暗躍していた。アパートに乗り込んできたモロボシダン=ウルトラセブンとは本来の姿で対面して朗らかな口調で語りかけ、ちゃぶ台を挟んであぐらをかくという人間社会にすっかり馴染んだ姿を披露する。
（本話制作当時の）地球人の約半数が吸っているというたばこに、感情や理性を奪って発狂させて周囲の者がすべて敵に見える作用を持つ赤い結晶体を混入し、これを吸引した地球人同士が信頼感を崩壊して殺し合うことで、最終的には地球人類が自滅するのを待って地球を乗っ取ろうとたくらむが、安アパートに偽装した基地に乗り込んできたダンとの会話を経て、追ってきた彼と基地内に格納されていたメトロン円盤に乗り込んで飛び立ったところをウルトラホーク1号に撃墜され、巨大化する。夕陽に照らされる北川町の工業地帯を舞台に展開されるセブンとの戦闘では、四肢を大きく振り上げる独特の走り方で交戦するもすぐに逃亡を図って飛び去るが、最後はセブンのアイスラッガーによって空中で縦真っ二つにされたところにエメリウム光線を受け、爆発する。
- 声の出演：中江真司
- スーツアクター：荒垣輝雄[出典 4]
- スーツ素材にはシート状のフォームラバー（シートフォーム）を用いている[3]。スーツは制作が間に合わなかったことから未塗装の状態で現場へ納品され、池谷仙克が余った塗料で塗装したことから、派手な色となっている[20][4]。また、実相寺昭雄が監督を担当した本話は、たばこによって発狂させられる登場人物やそれに翻弄される周囲の描写、会話中の登場人物の表情が判別できなくなるほどの影を多用した演出が尺の大半を占めており、メトロン星人の本来の姿が終盤にしか登場しないことも、スーツの制作の遅延をカバーする形となっている。なお、前述の通りあぐらをかくシーンがあるため、実相寺はデザイン担当の成田亨に「座りやすくしてくれ」と注文を付けていた[21]。
- 探検隊が宇宙ケシを持ち帰った星として言及されたワイ星は、未発表脚本の「認識票No.3」に登場する星である。
- 前述のダンとちゃぶ台を挟んで対峙する場面は、そのシュールさからフィギュアとして商品化されるなど、多くの引用が見られる。また、ラストのナレーションは『セブン』の寓話性を象徴するもののひとつとされている。
- 『ウルトラマンマックス』第24話「狙われない街」は本話の正統な続編となっており[22]、この際に一命を取り留めて生き延びていたという設定で再登場している（詳細はメトロン星人#『ウルトラマンマックス』に登場するメトロン星人を参照）。

メトロン円盤
自身の陰謀を暴かれたと同時に、作戦の遂行に邪魔なダン=セブンを宇宙に連れ去るため、潜伏先の安アパート（押し入れがドックに通じている）に偽装した基地からメトロン星人が発進させる。武器はフラッシュ光。玉が2つ接続されたような独特の外形をしており、ウルトラホーク1号のミサイルで攻撃された際には2機に分断する。その後、メトロン星人とダンの乗った方が撃墜され、両者が巨大化したことによって爆発し、残る一方もウルトラホーク1号のミサイルで撃墜される。

### 『ウルトラマンマックス』に登場するメトロン星人
『ウルトラマンマックス』第24話「狙われない街」（2005年12月10日放送）に登場。
『ウルトラセブン』に登場したメトロン星人と同一の個体。セブンとの戦闘後、北川町で楢崎ケン少年に拾われ、円谷プロダクションの通称「怪獣倉庫」に連れられて彼の父による「治療（=修繕）」を受けたことから、一命を取り留めていた。このため、セブンのアイスラッガーで斬られた中央部分には縫合跡がある。
命の恩人にして現在は刑事となった楢崎と再会した際には固い抱擁を交わしたり、北川町の変化を悲しんだり、近頃の若者を「猿」とこき下ろしたり、お土産に地球のものを色々と見繕ったり、巨大化した後も夕焼けに染まる北川町を眺めて「美しい眺めだ」と感慨に耽ったりと、潜伏中の40年間で相当地球に馴染んだ様子がうかがえ、愛着と哀れみの感情を見せる。
携帯電話に高出力の電磁波を流し、地球人の脳の前頭葉を萎縮させて無気力化・凶暴化させることで再度地球侵略を図っていると思われたが、実際にはメトロン星人はすでに地球人は携帯電話などの便利なツールによって低脳化して自滅的退化を始め、放っておいても滅びると見切りをつけて侵略を中断しており、前述の計画はそれを「ちょっと手助けしてやっただけ」であった。トウマ・カイト=ウルトラマンマックスにダッシュライザーを突きつけられながらも、それをなだめながら缶入り茶の眼兎龍茶（）でもてなし、さらにじゃんけんをしたりと冗談めいたやりとりをした後、巨大化して40年前と同様に暮れなずむ北川町でマックスと対峙する。しかし、前述の走り方で突進するふりだけの足踏みをして街の夕暮れを一瞥すると、「夕焼小焼」のBGMの中、迎えのメトロン円盤に乗って戦わずに母星に帰る。拍子抜けしたマックスは、ただ手を振りながら見送る。
- スーツアクター：相馬絢也
- 人間体・声の出演：寺田農
- デザインは丸山浩[25]。メトロン星人のシワシワの体に縫い目をつけるのは、「狙われた街」と同じく監督を担当した実相寺昭雄のアイデアである[27][28]。
- スーツの色は実相寺の要望を反映し、初代を忠実に再現している[27]。スーツ素材も初代と同じくシートフォームを用いている[3]。人間大の時はしゃべっている時だけ電飾を点灯させるため、手動で操作できるようになっている[27]。
- 劇中では「狙われた街」の映像が挿入され、サブタイトルにも「再登場」と明記される[注釈 4]など、『マックス』の世界と『セブン』の世界のリンクが見られた。ただし、『マックス』の世界は21世紀になって初めて怪獣が出現したという設定であり、『セブン』と同一世界ではない[29]。脚本を担当した小林雄次は、自身のブログで世界観の矛盾について「これは今回限りの例外」とコメントしている[30]。
- 前述のように本話は実相寺が監督を担当したため、カイトとメトロン星人のちゃぶ台を挟んだ会話、夕焼けの中で対峙するメトロン星人とマックスなど、随所に「狙われた街」と合わせた演出が用いられている。また、ちゃぶ台を挟むシーンには、実相寺が監修したメトロン星人のフィギュアやアイスラッガーが置かれている。当初、実相寺は第22話「胡蝶の夢」と第37話「星座泥棒」を担当する予定であったが、実相寺の方から「狙われた街」の続編を提案してプロットを作成し、こちらを担当することとなった[31][32]。
- マックスとメトロン星人が対峙したシーンの北川町は、マックスの立っている側がビルやマンションの建ち並ぶ現代の（無機質な）都会、メトロン星人の立っている側が工場や一軒家、古いアパートの残る40年前の北川町とほぼ同じ町並みとなっており、双方が象徴しているものを対比している[33]。
- 脚本ではマックスとメトロン星人が巨大化した後に激闘するとなっていたが、特技監督の菊地雄一は対話した後に戦うという展開に違和感を感じ、字コンテを用意してスタッフとも打ち合わせたものの実相寺に変更を申し出て、撮影当日には戦わないとの演出に変更された[33]。

## メトロン星人Jr.
『ウルトラマンA』第7話「怪獣対超獣対宇宙人」、第8話「太陽の命 エースの命」に登場。名称はメトロン星人Jr.（）。
劇中では明示されていないが『ウルトラセブン』に登場したメトロン星人の子供で、顔の色は初代のものとは少し違い、初代で特徴的だった発光部分を含めてオレンジ一色で、目は緑色。さらに手は五本指、足首には手と同じヒラヒラがあるなど、初代とは明確に異なっている。また、顔の中心部には初代になかったV字型の切れ込みがある。性格は初代と比べると凶暴かつ好戦的で、格闘戦を得意とする。武器は両手から放つショック光線。宇宙人形態では一言もしゃべっていないが、竜五郎隊長曰く目的は「地球の破壊」。ヤプールとの関係性は不明。
大型ミサイル・マリア1号の発射場に地底から突如出現し、発射直前の一帯を破壊する。TACの山中隊員の婚約者であったTAC通信隊員・高階マヤをショック光線で殺害し、彼女に憑依してTAC基地に侵入すると、兵器開発部にあったマリア1号の設計図を納めた金庫を破壊してTACの警備隊員と通信隊員を殺害し、TAC基地を破壊して甚大な被害を与える。宇宙人形態での逃走中、北斗星司のTACガンによる銃創を彼がマヤを襲ったものと山中に誤認させた後、マリア2号の発射を妨害しようとするが、山中に北斗を撃たせようとするなどマヤとは異なる攻撃的な言動に加え、山中から贈られていた婚約指輪の引き渡しを要求するという南夕子の機転に気づかず平然と応じたことから、正体が露見する。
巨大化してドラゴリーを指揮し、さらに突如現れたムルチと共にAと闘う。頭突きを繰り出すもAに避けられてドラゴリーと正面衝突するなど、あまり連携が取れていない様子も見られるが、次第にAを追い詰めていく。エースバリアでドラゴリーと共に一時封印された後、マヤの復讐に燃える山中が操縦するTACスペースに攻撃されてバリアが破壊されると、TACパンサーとTACスペースを破壊して姿を消す。まもなく再び出現してTACジープを破壊した後、ドラゴリーと共にAと戦うが、Aのストップフラッシュで足止めされてバーチカルギロチンで両断され、臓器や血液とうかがえる内容物を大量に溢れさせながら絶命する。
- スーツはウェットスーツ製である[3]。造形家の品田冬樹はスーツの素材がウルトラマンと同一のものであり胸部の形状などから、ウルトラマンスーツを改造したものと考察している[3]。
- 『ウルトラマンメビウス』第25話では、ドキュメントTACに「メトロン星人Jr.」の名称で記録されているほか、ドラゴリーを指揮していた旨がテッペイによって解説されており、ヤプールとの関連も示唆されている。

## 『ウルトラセブン 地球星人の大地』に登場するメトロン星人
テレビスペシャル『ウルトラセブン 地球星人の大地』に登場。
狡猾なことで有名な異星人。日々深刻化する地球環境の悪化を憂う科学者に言葉巧みに接触し、その技術力を用いて北川市のごみ廃棄場の地下に廃棄物をリサイクルして造成した実験都市「エコポリス」を見せ、篭絡した。しかし、「エコポリス」は実際には地球を侵略するためのミサイル基地であり、ここを拠点にしてオゾン層の破壊による地球上の全生命体の絶滅とメトロン星人の地球への地球星人としての入植を計画する。
冒頭では、1体が生物がいないとある惑星でセブンと激しい格闘戦の末、形勢不利と見て逃亡しようとしたところをワイドショットで倒される。その後、セブンの追跡から逃れていた2体が地球に侵入し、それぞれ地球人の男女に変身して北川市に潜伏する。そのうち1体が巨大化前に倒されるが、もう一方は巨大化してメトロン星の科学技術で再生させた恐竜を操り、セブンに差し向ける。最後は恐竜が基地の爆発に巻き込まれて絶命し、メトロン星人はセブンのリュウ弾ショットを受けて死亡する。
戦闘能力は高く、両手からエネルギー光弾（破壊光弾）を連射することができるが、セブンに対しては決定的なダメージにはなりえず、2度目はセブンの張り巡らしたバリアの前に防がれる。
- 人間態：神威杏次、梛野素子
- スーツアクター：横尾和則[41]
- 書籍によっては『ウルトラマンA』のメトロン星人Jr.も含めて3代目とカウントされている[出典 11]。書籍『ウルトラセブンイズム』では、2代目とも記載している[46]。
- 着ぐるみはアトラクション用のものを改造したもの[41]。
- 両手からのエネルギー弾は、『大怪獣バトル ULTRA MONSTERS EX』では「アームフラッシュ」と表記されている。

## 『ウルトラギャラクシー大怪獣バトル NEVER ENDING ODYSSEY』に登場するメトロン星人（RB）
『ウルトラギャラクシー大怪獣バトル NEVER ENDING ODYSSEY』第4話「困惑の再会」、第5話「暴走の果てに」に登場。「RB」は「レイオニクス・バトラー」を意味する。
メトロン星のレイオニクスバトラー。超獣使いであり、操る超獣はドラゴリーとバキシム。「真のレイオニクスバトル」を行なえる実力を持っている。宇宙人同士で直接傷つけ合うことを好まず、あくまでもレイオニクスバトルによる戦いを望む一方、戦いの場にまでちゃぶ台を持ち込み、その上に眼兎龍茶を置いてくつろぐ余裕を見せる。
第4話では暴走状態に陥ったレイモンのゴモラとドラゴリーでレイオニクスバトルを行なうがまったく敵わず、超振動波で受けたドラゴリーのダメージが自らにおよぶと動揺し、ドラゴリーを回収する。その後はレイモンに暴行されるが、彼が他の怪獣の気配に気を取られた隙に捨てゼリフを残して姿を消す。超獣の力には相当の自信を持っていたらしく、ドラゴリーがゴモラに圧倒されるのを見た際には、「超獣が怪獣ごときに」と驚愕している。
第5話ではレイに雪辱戦を挑もうとペンドラゴン船内に瞬間移動で現れ、彼を挑発する。ペンドラゴンが逃走を図ると、バキシムを呼び出して空間転移と射撃でそれを阻止させる。ダイルとの戦いで再びバーストモードに変身したレイとレイオニクスバトルを行なうが、レイオニックバースト状態のゴモラにはバキシムすらまったく敵わず倒され、またしてもその強さに驚愕し、自身の敗北を悟りながら死亡して消滅する。
- 声：龍谷修武
- スーツアクター：岩崎晋弥
- 第4話で放った「忘れんぞ、この屈辱…」というセリフは、ゲーム版『大怪獣バトル』のEXラウンドでプレイヤーに敗れた際に発するセリフの、第5話で放った「やっとやる気になったようだな、歓迎するぞ」というセリフは、同じくゲーム版のEXラウンドでプレイヤーと対決する際に発するセリフの流用である。

## 『大怪獣バトル ウルトラ銀河伝説 THE MOVIE』に登場するメトロン星人
映画『大怪獣バトル ウルトラ銀河伝説 THE MOVIE』に登場。
ウルトラマンベリアルのギガバトルナイザーの力で怪獣墓場から復活し、ベリアルが操る怪獣軍団の1体となった。怪獣墓場でウルトラ戦士やレイたちを襲撃し、ガッツ星人、エレキング、キングジョーブラック、キングパンドンと共にウルトラセブンと対決するが、アイスラッガーで切り裂かれて怯んだところにワイドショットを受け、近くにいたプレッシャー星人を巻き込んで爆死する。
回想シーンでも、レイブラッド星人が指揮する怪獣軍団の1体として登場しているほか、百体怪獣ベリュドラの右角を構成する怪獣の1体として初代、左腕を構成する怪獣の1体としてメトロン星人Jr.がそれぞれ位置している。
- シナリオではダダ、ナックル星人、ババルウ星人と共にレイモンと戦う役割だったが、実際の映像ではマグマ星人に変更されている。

## メトロン星人ジェイス（SD）
『ウルトラマンギンガS』第12話「君に会うために」、最終話「明日を懸けた戦い」に登場。
チブル星人エクセラー（SD）の工作要員として活動するエージェントのメトロン星人で、通称「夕焼けのエージェント」。普段は冷静沈着かつ理知的な性格で、性格が正反対な同僚・ガッツ星人ボルスト（SD）との仲はかねてから険悪であり、「長靴のような奴」と侮辱されている。
これまでにも同族たちが巧妙な計画を立てていた実績を買われ、1年前にエクセラーに命じられて行動を開始すると、昨今のアイドルブームに乗じて人間の理性を狂わせる宇宙ケミカルライトを制作する。ウルトラマンギンガこと礼堂ヒカルの仲間の1人・久野千草のライヴを実験の場に選ぶが、ケミカルライトが効果を発揮しないうえに自身も彼女の魅力に惹かれ、任務を放棄してタンバリンおじさん丹葉として生きることを決意してしまう。
それから1年後、ギンガやウルトラマンビクトリー、そして特捜チーム・UPGが日夜怪獣との戦いを繰り広げるようになり、その戦場として甚大な被害を被り続けている雫が丘の復興支援の一環として千草がライヴを開催することが決定すると、自分もすすんで参戦する。すでにファンやスタッフの間でも礼儀正しいファンの鑑として有名であるうえ、千草本人にも知られており、丹葉としてファンクラブに入会している。
ライヴの本番直前には会場近辺にインペライザー（SD）とボルストが出現し、襲われた千草を助けるために本来の姿に戻ってボルストと対峙する。正体が露呈したため、経緯を説明するもののその場にいたUPGには職務上やむなく連行されてしまうが、まもなく再び彼女がボルストに誘拐されかけていることを察知し、アリサに「必ず戻ってくる」と約束したうえで千草のもとに急行する。ボルストの狙いが最初から自分であったことを見抜くと、ボルストがライブしたゾアムルチ（SD）から千草とライヴ会場を守るため、巨大化する。ゾアムルチ（SD）の圧倒的な戦力に押され、ギンガとビクトリーが加勢に入っても一向に戦況が変わらないまま攻撃を受けてダウンしてしまうが、千草の歌声が聞こえてきたことをきっかけに力を振り絞り、ケミカルライトを使った全力のオタ芸でゾアムルチ（SD）を誘導し、ギンガとビクトリーを勝利に導いた。
戦いの後、自身の存在をUPG隊長の陣野が上層部へ報告しなかったために自由の身となり、今まで通りの生活に戻って千草のライヴにも参戦し、全力の応援を送っている。また、千草に正体を明かしたためか、メトロン星人の姿で応援することもある。
最終話の千草のライヴにも現れ、ビクトルギエルとの最終決戦に臨む雫が丘の人々へエールを送る千草に、メトロン星人である事実が広く認知されたのか、その姿で自身も声援を送る。
- 演：しおつかこうへい
- スーツアクター：力丸佳大
- 第12話の監督を担当した田口清隆は『ウルトラセブン』第8話に思い入れを持っており、監督の実相寺昭雄自身が『ウルトラマンマックス』で決着をつけたメトロン星人には触れたくないと感じていたが、本作品で担当することになり、普通に撮影するよりも徹底的にはっちゃけなければならないという姿勢で制作している[57][58]。田口は対戦相手であるムルチ（ゾアムルチ）ともども想い入れの強いファンがいるキャラクターであるため、反発を受けるのではないかという強迫観念にもとらわれたが、自身も思い入れがあるため、強い敬意を持って遊んだと述べている[57]。また、同話の脚本を担当した林壮太郎は、夕日からミカンを連想し、中国語でそれを意味する「橘子」から「ジェイス」の名を発想したという[59]。
- 第12話での戦闘シーンは、『ウルトラセブン』第8話の夕景と『帰ってきたウルトラマン』第33話での戦闘シーンの動きを組み合わせた双方へのオマージュとなっている[57]。

## メトロン星人タルデ
『ウルトラマンオーブ』第6話「入らずの森」、第9話「ニセモノのブルース」、第13話「心の大掃除」に登場。
惑星侵略連合のメンバー。初代同様、紳士的な性格をしており、無関係な人間の殺戮を好まない。宇宙ケシの実をタバコに混入させて不信感を扇動させる「幻覚タバコ作戦」を遂行していたが、喫煙者の減少により中止している。また、地球の夕陽の美しさを愛でたり、円盤を隠していた「入らずの森」が再開発で失われる話を聞き、環境破壊を行う人間の傲慢さを嘆くという一面もある。ジャグラスジャグラーが加入した際には、彼の出自から「我々の寝首を掻こうとしているのでは」と不安視している。
第6話では、映像に映る玉響姫の残留思念の存在にメンバーで唯一気付いている。
第13話では、メフィラス星人ノストラとナックル星人ナグスが自分の不在中にジャグラーによって殺害されたことを知り、2人の死を防げなかったことを悔いつつ復讐を決意する。
惑星侵略連合はメトロン星人の円盤をアジトとしており、円盤内には眼兎龍茶も置かれている。
- 声：外島孝一
- スーツアクター：新井宏幸[64]
- 当初は第10話にも登場する予定であったが、あまり活躍しないことから同話監督の冨田卓が出番をカットしたところ、その後も生き残ったという展開になった[65]。

### メトロン星人タルデ（ラウンドランチャー）
第20話「復讐の引き金」に登場。
両腕に曳光弾を連続発射するシリンダー状の銃ラウンドランチャーを装備し、自身を強化した姿。地球侵略やガイ＝オーブの打倒よりジャグラーへの復讐戦を優先しており、蛇心剣を奪い取って彼を追い詰めるが、あと一歩のところでガイとナオミに阻止され、巨大化する。ハリケーンスラッシュ形態で現れたオーブとの戦闘では、当初は劣勢だったものの円盤からの援護攻撃も交えた猛烈な射撃で攻めたてるが、オーブオリジン形態となったオーブのオーブウインドカリバーで円盤を破壊されたうえ、抵抗を試みるもオーブスプリームカリバーを受けて敗北する。死に際には夕陽の美しさに感嘆し、それも闇に飲まれてしまうのかと悔いながら爆死する。ガイへの忠告や前述の断末魔のセリフでは、地球に迫る何らかの脅威を仄めかす言葉を遺している。
- スーツアクター：新井宏幸[64]
- デザインは第20話監督の冨田卓による案が元になっている[67][68]。メトロン星人を強化させるという案に対し、冨田は実相寺昭雄に影響を受けていることから大きくデザインを変えることには抵抗を感じ、悩んだ末に腕にオプションパーツを付けるという形にした[67][65]。
- 脚本を担当した内田裕基も実相寺に思い入れがあることから、タルデを紳士的な性格とすることや戦闘シーンを夕景にすることにより、初代をリスペクトしている[69]。
- 撮影では曳光弾の使用も検討されたが、ホリゾントを傷つける可能性などがあり、撮影効率への考慮からも曳光弾風の合成で処理された[69]。
- 戦闘シーンでは、ウルトラシリーズで初めて雲がかかった夕日がセットで表現された[70]。

## メトロン星人マルゥル
『ウルトラマントリガー NEW GENERATION TIGA』にレギュラーキャラクターとして登場。

地球平和同盟TPUの設立直後に地球へ流れ着いた流浪のメトロン星人。年齢不詳。小柄で可愛いらしい外見をしているが、毒舌家で言葉使いが荒い。隊長であるタツミセイヤの勧誘でTPUのエキスパートチーム「GUTS-SELECT」に入隊し、その豊富な怪獣や宇宙人の知識を買われ、オペレーターを務める。
- 声：M・A・O[73]
- スーツアクター：武田彩里[72]
- 着用している服のマークはGUTS-SELECTの7番目を意味している[74]。
- マスコットキャラ風にアレンジしたウルトラシリーズの宇宙人を出したい、というオーダーから、第一候補にメトロン星人があったものの、他の怪獣や宇宙人のアレンジも見たいということから、ダダ、ブルトン、メフィラス星人、ヒッポリト星人などをモチーフに提案されたが、全体的に候補に挙がっていたキャラはアニメのような方向に寄りすぎていたことから、一番オリジナルの姿に近い印象のメトロン星人が結果的に選ばれた[76]。『ティガ』に登場した宇宙人にする考えもあったが、知名度の高いキャラが見つけられなかったため、メトロン星人に落ち着いたという[76]。
- 当初はイグニスの相棒で、『スター・ウォーズ』のハン・ソロの相棒であるチューバッカのポジションをイメージしており、宇宙人や怪獣の知識が豊富で、100年くらい宇宙を旅している間にイグニスが出会った相棒という初期設定であった[76]。最終局面でケンゴたちにイグニスの本心を伝える役割を持たせ、その前段階としてユナに気に入れられ、意気投合したことで、いつの間にか部外者ではあるが司令室に入り浸るようになるという流れであったといい、イグニスが司令室に自由に出入りする展開は、その経緯からの流れであるという[76]。
- 『ウルトラマンジード』に登場したペガッサ星人ペガのようなイメージ、というオーダーから、マスクは造形物、体は衣服、ということとなり、ペガのイメージから袖口はフリンジの萌え袖となっている[76]。監督の坂本の発案で、黒いズボンと、洋服はベースボールシャツをコンセプトとしており、デザインに原典のメトロン星人のボディの模様を落とし込んでいる[76]。選手名と背番号は『ウルトラセブン』のロゴをアレンジしたものとなっている[76]。

### その他の作品に登場するメトロン星人マルゥル
『ウルトラマン クロニクルD』
番組ナビゲーターとして登場。『トリガー』の終了後での設定を引き継いでおり、怪獣災害が減って泊まり込みも減ったため、夢のマイホームとして味わいのある古い日本家屋（平屋）を購入する。まもなく宇宙から訪れたデバンを、成り行きから居候させる。
『ウルトラマンデッカー』
特別総集編1「マルゥルの帰還」、第13話「ジャンブル・ロック」、特別総集編2「テラフェイザーの脅威」、特別総集編3「立ち上がれデッカー」に登場。現在はTPU技術部に所属しており、かつて勤務していた特務3課に帰還し、元同僚のホッタマサミチと再会する。その後、システムダウンしたナースデッセイ号を再起動させるため、新生GUTS-SELECTを奮闘に訪れる。なお、カナタがデッカーであることも見抜いていたが、特務3課ではホッタと2人きりの際にケンゴがトリガーであることやシズマミツクニが別次元出身であることをうっかり明かしてしまい、そのたびに驚かれては口の軽さを注意されている。また、デバンの名を挙げて別次元のウルトラ戦士たちを紹介するなど、『クロニクルD』での設定も引き継いでいる。
- スーツアクター：丸田聡美（特別総集編1、特別総集編2、第13話）、武田彩里（特別総集編3）

## メトロン星人ナイゲル
『ウルトラマンデッカー』第17話「過去よりの調べ」に登場。
TPU内部調査局局長を務めており、感情に流されない判断力を持つ。人間性ではなく過去のデータが判断基準であり、データを重んじ、厳格にルールを適用することこそが真理であると思っている。
GUTS-SELECT隊長のムラホシタイジにバズド星人アガムスとの内通という嫌疑をかけ、GUTS-SELECTの聞き取り調査のためにナースデッセイ号を訪れる。前述の真理ゆえにムラホシに10年前の1か月間謹慎された件（メツオロチによる災害に際しての命令違反）まで持ち出して彼から指揮権を一時剥奪し、ゴメス（S）の襲来に際してもコミエシティの無人迎撃砲台を過信してGUTS-SELECTを出撃させないまでに侮るが、ゴメス（S）にたやすく砲台を破壊されて動揺したうえ、10年前にムラホシが救助していた男児の成長した姿でもあるGUTS-SELECT隊員のリュウモンソウマによって命令違反の理由が明かされたため、指揮権を返還する。最後はムラホシらGUTS-SELECTの面々のことを認め、お付きの男性と共に帰っていく。
なお、ムラホシと同様にTPU技術部特務3課のホッタマサミチのことも疑っており、彼を徹底的に調べ上げて無実と知るや一礼して帰っていったことが、特別総集編2「テラフェイザーの脅威」でのホッタとメトロン星人マルゥルの会話から明かされている。
- スーツアクター：新井宏幸[78]
- 声：甲斐田裕子
- スーツの頭と腕は『マックス』の時に作られ、『ギンガS』や『オーブ』で使用していたもの[79]。色が剥げた部分を補修したのみで、影の部分が強い印象だが、影を差すといったことはしていないという[79]。
- 上記のように甲斐田による女性の声で話すが、口調は性別を匂わすものではなく、アスミカナタ役の松本大輝にも彼のTwitterにて「ナイゲル局長は女性でも男性でもないです」と述べられている[80]。

### 『ウルトラマンデッカー最終章 旅立ちの彼方へ…』に登場するメトロン星人ナイゲル
映画『ウルトラマンデッカー最終章 旅立ちの彼方へ…』に登場。
プロフェッサー・ギベルスによる危機に際し、グレゴール人グレースと協力してGUTS-SELECTを支援する。
- スーツアクター：新井宏幸
- 声：甲斐田裕子
- ナイゲルとグレースの再登場は、「もう一度見たい！」と思ってくれたファンたちへのサプライズとして用意されたものであり、劇場公開まで情報は一切伏せられていた[81]。

## 『大怪獣バトル ULTRA MONSTERS』に登場するメトロン星人
『大怪獣バトル ULTRA MONSTERS』EX第14話「戦場の惑星」、第16話「決戦！四人の戦士」、第17話「支配者の陰謀」、NEO第12話「キール星人の挑発」に登場。
『EX』第14話ではメトロン星のレイオニクスとして登場し、EXレッドキングを操る。この時はザラブ星人のレイオニクスの操るEXエレキングと自分のEXレッドキングを戦わせている姿が見られる程度で、直接戦いを挑んでくるのは第16話からである。ヴィットリオの宇宙船に乗る主人公に挑戦を申し出て、それを聞いたヴィットリオによって船から無理矢理下ろされた主人公の怪獣に自身の怪獣と共に戦いを挑むが、敗れる。その後、第17話でレイブラッド星人の操るシルバーブルーメにザラブ星人共々レイオニクスパワーを吸い取られ、力尽きる。その後の生死は不明。好戦的な性格をしており、主人公との戦いに敗れると必死に再戦を要求するなど、子供じみた一面も見せる。
『NEO』第12話では青い球体を追ってワームホールを抜けた先の時代の惑星ハマーでペンドラゴンに向かって何かを叫んでいる姿が確認できるが、こちらは『ウルトラギャラクシー大怪獣バトル NEVER ENDING ODYSSEY』の登場個体であることが示唆されている（第5話で逃げるペンドラゴンを見るシーンが存在する）。
『NEO-GL』にて実装されたギャラクシーサーガでは、怪獣墓場においてインペライザーに憑依し、ヤプールの指揮下でペンドラゴンのクルーに襲いかかる。レイと面識のある点やセリフ、声など、『NEVER ENDING ODYSSEY』の登場個体であることが示唆されている。
本編のほか、『NEO』第3弾以降にバトルモードに実施されたEXラウンドにも登場。こちらではノーバを使役する。
ステータスはスピードが高いがディフェンスとパワーが低い。必殺技は平成セブンに登場した個体が使用していた、両腕からの白色破壊光弾「アームフラッシュ」、味方円盤から光線を発射する「円盤攻撃」、独特の走り方で敵に体当たりを仕掛ける「メトロンボディアタック」が使用できる。
- 声：龍谷修武

## 『大怪獣ラッシュ ウルトラフロンティア』に登場するメトロン星人
データカードダスおよびそれを元にしたCGショートムービー『大怪獣ラッシュ ウルトラフロンティア』に登場。秘密工作活動を得意とする種族とされる。通常のメトロン星人はテレビ版にてハンターステーションにいる宇宙人として姿が確認できるほか、劇場版「DINO-TANK Hunting」ではザラブ星人、ババルウ星人と共にチームを組み恐竜戦車に挑むも敗退する。
メトロン星人メルド
1弾より登場。「狡猾な策士戦略家」の異名を持つ。両腕に内蔵したバルカンレーザーを武器とするハンター。ギルドガードに所属しているハンターの1人で、隠密行動を得意としギャラクシーギルドの中でも秘密裏に動くことがあるとも噂されている。テレビ版「SUPER-EARTHGOMORA Hunting」ではハンターステーションにいる宇宙人として姿が確認できる。
メトロン星人デストロイ
1弾より登場。「幻覚の破壊者」の異名を持つ。黒いマッシブな体を持ち、相手に幻覚を体験させながら剛腕を活かした攻撃を披露する。
メトロン星人ウィップ
2弾より登場。「鞭のプロフェッショナル」の異名を持つ。メトロン星人族の中でも堂々とした行動と積極的な攻撃姿勢で知られる。鞭を駆使してプラズマ怪獣を誘導したりシューティングしたりする戦法が得意で、「ガードウィッパー」というニックネームがある。Webコミック版ではマグマ星人フッグ率いるフッグチームの一員だが、裏ではギルドガード所属の密偵としても活動を行っている。生真面目な性格で、プラズマソウルのことを「ジュエル」と呼ぶフッグに用語の正しさを指摘する、怪獣の攻撃を受けて危機に陥ったところをフッグに助けられて素直になれないといった一面も見せている。
メトロン星人メタバー
5弾より登場。「メタリックメトロン」の異名を持つ。外見はメルドに似ているが異名通り銀色の体を持つ。ギルドガードに所属し、秘密裏に暗躍する地下活動を任務とする。どんな状況下でも常に冷静。

## ライブステージに登場するメトロン星人
『ウルトラマンライブテージ』
邪神獣ゲスグロウの復活を企むメフィラス星人の作戦に協力する。最後はセブンに倒される。
『ウルトラマンプレミアステージ』
暗黒四天王が率いる宇宙人軍団の1人として登場する。
『ウルトラマンファンタジックライブ2007』
黒服の紳士の姿に化けて地球に現れ、夢を捨てない子供たちの心につけ込んで彼らを連れ去ろうとする。ウルトラ兄弟に邪魔され、セブンにアイスラッガーで斬りつけられて正体を現し、置き土産としてゼットンを呼び出す。ゼットンを倒された後、すべての人間が夢を無くした時に地球へ再来することを言い残し、退却する。
『お正月だよウルトラマン全員集合』
ウルトラマンベリアルの手によって復活する。ベリアルの指示に従い、ベムスターやレッドキングと共にウルトラ戦士たちと激突する。その後、地球人たちを襲うがウルトラマンレオのレオキックを受けて倒され、ベリアル、ベムスター、レッドキングと合体し、ベリュドラとなる（部位は『ウルトラ銀河伝説』の時と同様に右角）。

## 過去の映像を流用しての登場
『ウルトラマンタロウ』
第40話に回想シーンの35大怪獣・宇宙人の1体として登場。OPでは「メトロン星人」ではなく「侵略宇宙人メトロン」とテロップされている。
『ウルトラマンボーイのウルころ』
第78話「たそがれ時の宇宙人!?の巻」というコーナーで紹介された。
『大決戦!超ウルトラ8兄弟』
ダンの回想シーンに登場。

## その他

### ウルトラシリーズ
- サークロラマの映画『ウルトラマン・ウルトラセブン モーレツ大怪獣戦』では、登場はしないが台本に名前が記載されている[84]。
- ビデオ作品『ウルトラスーパーファイト』第7話「鎖の思い出」、第14話「怪獣達の戦い」に登場。
  - 第7話ではペガッサ星人に鎖で縛られて折檻されるが、脱出して逆にペガッサ星人を追い回す。
  - 第14話ではちゃぶ台で煙草を吸っていたところを改造パンドンに煙草を分けるよう懇願されるも断り、怒ってちゃぶ台をひっくり返したりする。
- 『トクサツ・ナイツ』の「第2夜 メトロン星人の怪獣大作戦」では、かつてセブンと戦った個体であることをうかがわせる旨を発言し、ウルトラ怪獣40年の歴史を紹介する。そして、新番組『生物彗星WoO』第1話登場の怪獣にゲルネイク（本人曰くメトロン星で「邪悪な蛇」を意味するという）と命名する。声の出演はオリジナル同様の中江真司。
- 映画『新世紀2003ウルトラマン伝説 THE KING'S JUBILEE』では、ウルトラマンキングの誕生日を他の怪獣たちと共に祝福する。
- 「ウルトラマンゼロ&オールスターウルトラマン 超絶!!ウルトラリーグ」では、怪獣・宇宙人軍団の1体として登場。『てれびくん』版（2011年6月号掲載分）ではウルティメイトフォースゼロを襲うが、ベムラー共々助けに現れたウルトラマンダイナのフラッシュバスターに敗れる。『テレビマガジン』版（2011年7月号掲載分）では、エンペラ星人とレイブラッド星人に率いられてウルティメイトフォースゼロを襲う。
- 「ウルトラマン列伝 ギャラクシーバトルゼロ」（『てれびくん』・『テレビマガジン』2012年7月号掲載分）では、悪意はなく何者かに操られてウルトラマンゼロに襲いかかる。後にセブンのアドバイスを受けたゼロの説得で心が静まり、ゼロに真実を明かそうとした際、降り注いだ謎の光線によって爆死する（『テレビマガジン』版では生存し、ゼロに「怪獣墓場へ行け」と伝えて飛び去る）。
- 『ウルトラゾーン』に登場。
  - 第3話のアイキャッチではテレビADとして「間もなくCM明け」とカンニングペーパーを出す様子が描かれている[85]。
  - 第10話のミニコーナー「怪獣English」では例題に挙げられる[86]。
  - 第23話のコントパート「怪獣職務質問」では警官に職務質問される（声：竹井亮介）[87]。
- 「ウルトラ怪獣擬人化計画feat.POP」として擬人化される。『ウルトラ怪獣擬人化計画feat.POP Comic code』に登場。
- 「ウルトラ怪獣擬人化計画」として『電撃ホビーマガジン』2013年12月号（第1回）に星人意匠のブラウスを素肌で着こなす、髪をポニーテールにした女性のメトロン星人（イラスト：むりりん）が掲載。
  - 「ウルトラ怪獣擬人化計画 ギャラクシー☆デイズ」では、「メトロン商店」という店の店長として登場。
  - 小説『怪獣娘（かいじゅうがーるず） 〜ウルトラ怪獣擬人化計画〜』では、メトロン星人の魂を受け継いだ怪獣娘・百地メルとして登場。
- 『Peeping Life×怪獣酒場 かいじゅうたちがいるところ』第6話では、地球に在住しているが、周囲の視線を気にして引きこもりとなっている。

### 漫画作品
- 桑田次郎の漫画版『ウルトラセブン』では、侵略計画自体は同じものの実行犯として地球人の破落戸を使役しており、ダンに突き止められると破落戸を用済みとして焼殺する冷酷非道さを見せるなど、テレビ版のユーモアやウィットは皆無である。セブンとの対決も、宇宙船内での乱闘の末に破損した片側を切り離して逃亡を図ったところ、炎上するもう片側を巨大化したセブンによって激突させられ、爆死するという展開になっている。
- 漫画『かがやけ ウルトラの星』では、怪獣軍団の一員として登場し、九州地方侵略隊長として怪獣たちを暴れさせる。その後、他の怪獣たちと合流してウルトラ兄弟と戦うが、セブンにアイスラッガーで倒される。
- 漫画『ウルトラマンSTORY 0』では、星間連合の一員として登場。
- 漫画『酩酊！怪獣酒場』では、怪人バルのスタッフとして登場。人間の店員を凶暴化させて怪獣酒場を崩壊させるため、周辺の飲み水に赤い結晶体を混ぜる。

### CM
- 京楽「羽根ぱちんこウルトラセブン」のCMでは、モロボシ・ダンにパチンコについての提案をする。声はオリジナルの初代と同じ中江真司が担当している。
- 「ぱちんこウルトラマン」のCMでは、バルタン星人、イカルス星人、ゴドラ星人、ペガッサ星人らと共に、エレキングなどの怪獣たちを率いて街を襲っている。
- 2009年のHONDA「ステップワゴン スパーダ」のCMでは、スパーダを恐れて他の怪獣と共に道を空ける役で出演している。
- 2016年のファミリーマートのファミマ冬フェスタのTVCMではカネゴンとレッドキングとミラーマンとキングジョーとバルタン星人と共にくじ引きにチャレンジしている[88]。

### 備考
- 2007年7月にウルトラセブンの放送40周年を記念して行われた『ウルトラセブン大賞』で「最も印象に残ったセブンの敵」として大賞ならびに最優秀宇宙人賞を受賞し（なお、最優秀怪獣賞はエレキング）、「大変な栄誉だ」とコメントした。表彰式会場では、モロボシ・ダン（森次晃嗣、表彰式当時64歳）とメトロン星人がちゃぶ台を挟んで会話する名場面が再現され、「一番目立った敵だった」と祝福する森次と握手する姿が、デイリースポーツにて「セブンとメトロン星人が歴史的和解」と題して報じられた[89]。
- 2007年末に放送された実相寺昭雄の追悼番組『肉眼夢記 〜実相寺昭雄・異界への招待〜』にも登場。メインコメンテーターの京極夏彦を異界（実相寺の脳内）へ案内し、実相寺のさまざまな側面を紹介する。声は寺田農が担当し、彼本人もゲストとして出演した。
- 2007年10月放送の『リンカーン』SPでは、ダウンタウンの松本人志の誕生日を祝いにセブンと共に登場。松本の眼前でセブンと戦いを繰り広げ、最後はセブンと松本のエメリウム光線で倒された。
  - 特撮ヒーロー好きの松本は、ウルトラセブンの大ファンだということをさまざまな番組で公言しており、一番好きな怪獣にメトロン星人を挙げている。理由は「外見がごっつ気持ちいい」ことと、そして滅多にオモチャなどを買ってもらえなかった子供時代に、慕っていた祖父から買ってもらったソフビ人形がメトロン星人だったためであり、2009年5月19日放送の『人志松本の○○な話』の企画「好きなものの話」でも取り上げられ、セブンの良さと共に祖父からメトロン星人のソフビ人形を買ってもらった話のほか、大人になりメトロン星人の登場する「狙われた街」を視聴した際、そのストーリー性が良かったと感想を言っていた。
- 『めちゃ×2イケてるッ!』では、『大怪獣バトル ウルトラ銀河伝説 THE MOVIE』の出演オーディションに参加した。ウルトラマンベリアルに蹴りを入れた宮迫博之に怒り、レッドキングら他の怪獣や星人たちと共に宮迫をリンチした。同年12月7日放送の『世界まる見え!テレビ特捜部』の冒頭部分にも映画の宣伝のため、バルタン星人、ゼロ、セブンと共に登場。
- 『SmaSTATION!!』2009年12月19日放送分で「ウルトラマン 9のヒミツ」と題した特集が組まれた際、「ファンが選ぶ対決ベスト3」にメトロン星人との戦いが第1位にランクインした。
- MISIAの『星のように…』のプロモーションビデオでは、ピグモンやダダと共に小学校から子供たちを覗いていた。
- 2011年1月1日放送の「徹底検証! ぼくらのウルトラマン伝説 〜昭和のヒーロー『ウルトラQ』、『ウルトラマン』、『ウルトラセブン』誕生秘話〜」では、セブンの中で好きな怪獣4位に選ばれた。
- 2012年9月9日東金アリーナで開催される永田裕志デビュー20周年記念大会の公式ポスターに、エレキング、パンドンとともに掲載されている。
- 2011年ごろから世間でいわゆる「脱法ハーブ」による事件が頻発。錯乱状態になって交通事故や傷害事件を起こしたり、その脱法ハーブが自動販売機でも販売されているという事実が、『ウルトラセブン』第8話「狙われた街」内のストーリーとそっくりであった。そのため、ニュースが話題になるたびに「あれはメトロン星人の仕業」「メトロン星人が予言した世の中になった」など、新聞コラム[90]でたびたびメトロン星人の名前が登場している。
- 2013年8月17日、両国国技館にて開催されたDDTプロレスリングの興業において、高山善廣・MIKAMIvs松永智充・中澤マイケルの試合が、円谷プロ公認マッチとして行われた。円谷プロから公式に借り受けたオープニング用画像、メトロン星人の造形を元に、DDTの世界観に合致した事前ムービーが会場で上映された。同ムービーにおいては、プロレス団体の常打ち会場兼練習場となっている新木場1stRINGが1つの舞台となり、その近くの自販機で購入したたばこを吸ったレスラーたちが、突如として練習仲間の首を締め上げたり、はたまた、通常のDDTプロレスリングの世界観の内部としてではあるが、中澤マイケルがMIKAMIの自販機でのドリンク購入を阻害したり、トイレの電気を消したり、などの「異常行為」を行った。その2人はともに、「北川町に気をつけろ」と発したうえで気絶する。それをMIKAMIから、DDT直営の居酒屋であるエビスコ酒場で相談された高山は、MIKAMIから提供を受けたたばこをほぐし、赤い粒子が含まれていることを見て「俺に任せろ」と発言した後、単身で北川町に乗り込んだ。その古アパートの一室には、ちゃぶ台の前にあぐらをかいたメトロン星人がおり、「地球人を壊滅させるのは簡単だ、怖いのは、高山くん、君だけだ！」とうそぶいた。これを受けて開始されたタッグマッチであったが、互角だった闘いの後、花道にメトロン星人が現れ、松永・中澤組に念力を送ったところ、高山・MIKAMIl組は劣勢に立たされてしまう。ここで花道にウルトラセブンが登場し、アームブリーカーなどのプロレス技を繰り出した挙句、ボストンクラブで逆転勝利する。さらにセブンからの助言を得た高山・MIKAMI組は、松永・マイケル組を蹴散らして勝利し、最後はセブンとの3ショットに収まった。メトロン星人の持つ世界観と、DDTの通常の世界観を一体化させた試合として、プロレス史上に特筆されるイベントとなった。演出は映像作家の古武直城。
- 『うーさーのその日暮らし 夢幻編』第1話では、地球に帰還したうーさーを迎える仲間たちの中に混ざっている。また、エンドトークでは、登場人物たちとちゃぶ台を囲む姿も見せた。
- 2020年12月7日には、日本中央競馬会 (JRA) とウルトラシリーズのコラボウェブサイト「ウルトラアリマ」のオリジナル動画「おうちで競馬 ウルトラ怪獣」に登場[91]。声は小島よしお[92]。